# 沈佳穎
沈佳穎（12月7日—），台灣新竹縣人，畢業於國立臺灣藝術大學舞蹈系，剛出道經由學長姊牽線進入演藝圈，為電視演員及外景節目主持人。目前是中華民國籍的汽車運動拉力賽車手，以及記者會等各大活動主持人。

## 演藝時期
- 舞台劇演員
- 演員：台視藍色蜘蛛網：雲林鬼新娘、台南姊弟情
- 綜藝節目：
  - GO GO TAIWAN
  - 超級電視黃金傳奇：外景主持人金仙子（藍隊）
  - 三立電視都會台超級挑戰者2000年：彩虹果醬[1]
- 網路：Yahoo奇摩汽車頻道：一起趣越野主持人。

## 車手時期

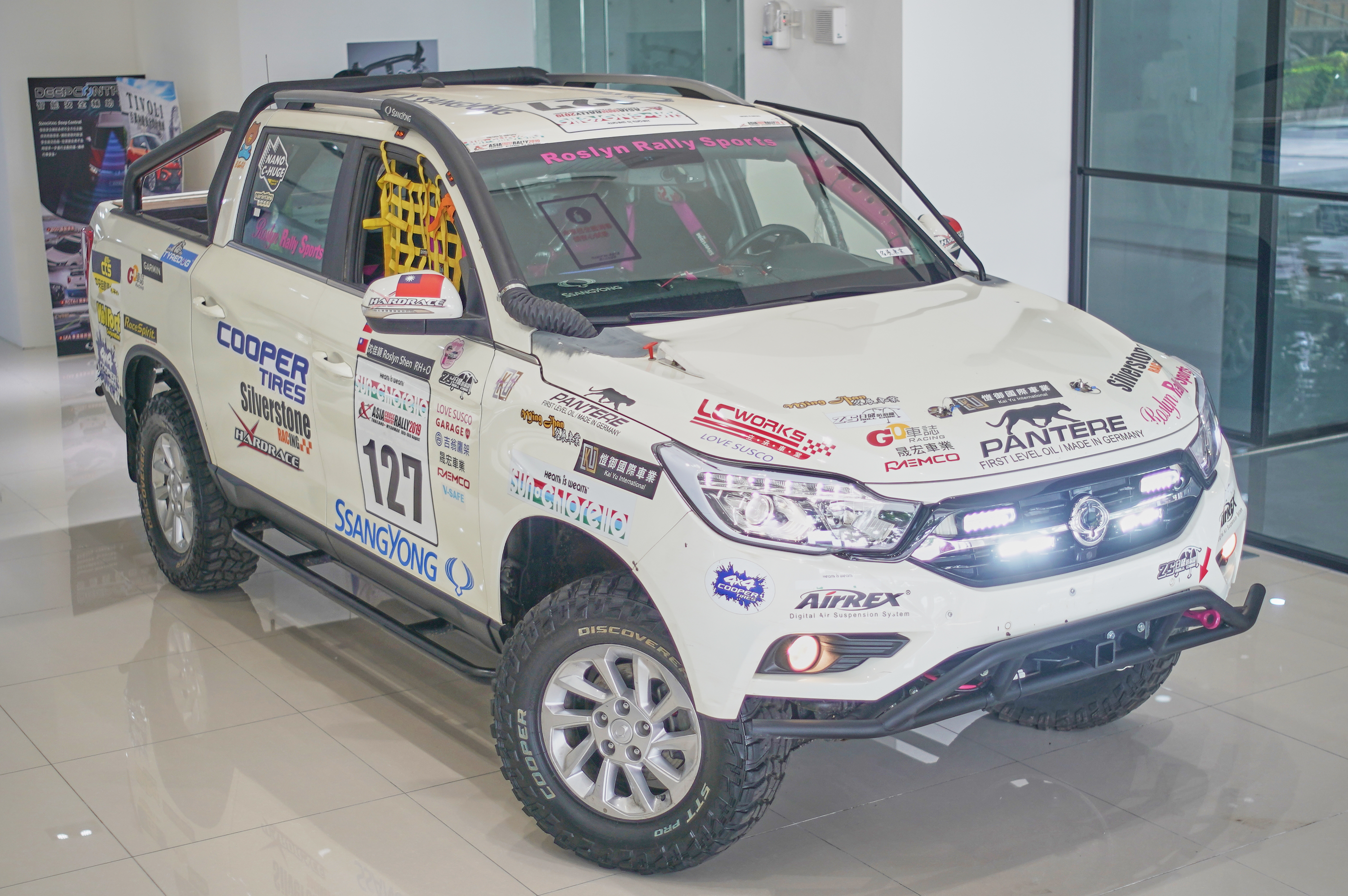
沈佳穎用車Ssangyong Rexton Sports

- 2002年亞洲越野拉力賽（泰國-柬埔寨）女子組冠軍（以橫濱輪胎子公司Geolandar車隊身份出賽）[2]
- 2003年亞洲越野拉力賽（泰國-馬來西亞）女子組冠軍
- 2004年亞洲越野拉力賽（泰國-寮國）女子組冠軍
- 2005年亞洲越野拉力賽（泰國）女子組冠軍、特別獎
- 2006年亞洲越野拉力賽（泰國-寮國）女子組亞軍（正駕駛：井藤鈴、副駕駛：沈佳穎，比賽用車贊助：台灣福特六和）[3]
- 2007年亞洲越野拉力賽[4]
- 2017亞洲越野拉力賽（Asia Cross Country Rally）冠軍（副駕駛：李家陵）[5]
- 2018亞洲越野拉力賽（Asia Cross Country Rally）冠軍（副駕駛：李家陵）[6]
- 2019亞洲越野拉力賽（Asia Cross Country Rally）女子組冠軍（副駕駛：黃薇安，比賽用車贊助：台灣雙龍汽車）[7][8][9]

## 才藝與興趣
- 因為家父是國立臺灣藝術大學音樂系沈錦堂教授，小學習鋼琴和書法。
- 喜歡玩攀岩、衝浪、跳傘、潛水等戶外運動。[10]

## 外部連結
- 沈佳穎的Facebook專頁